# Joan Balliol
Joan Balliol o Joan de Balliol (1249-1314) fou rei d'Escòcia. Era fill de Dervorguilla de Galloway, filla d'Alan, 5è lord de Galloway, i de Joan, 5è baró de Balliol, fundador del Balliol College de la Universitat d'Oxford.
A la mort de Margarida d'Escòcia presentà la seva candidatura al tron escocès com a nebot de la filla gran de Guillem I i besnet de David I, oposada a la de Robert Bruce i John Hastings.
El juny del 1292 la cort de justícia es decantà per ell i el 17 de novembre del 1292 li fou concedida la corona a Berwick per Eduard I d'Anglaterra amb jurament de fidelitat. Tanmateix, no acceptà la submissió i cercà ajut francès el 1295. Aleshores Eduard I fa una rígida interpretació legal de les obligacions de vassallatge i esclata una crisi que l'obligaria a lluitar també contra Enric de França. Però un cop sotmesos els gal·lesos, pel juliol del 1296 envairia Escòcia i obligaria Balliol a abdicar a Brechin.
Joan Balliol fou tancat a la Torre de Londres, però per mediació del papa Bonifaci VIII fou alliberat el 1301. Marxà a les seves terres de Picardia, on va morir el 1314 sense fer cap esforç per reclamar els seus drets al tron escocès. Això sí que ho faria el seu fill Eduard Balliol.